# Kreuzviertel (Dortmund)

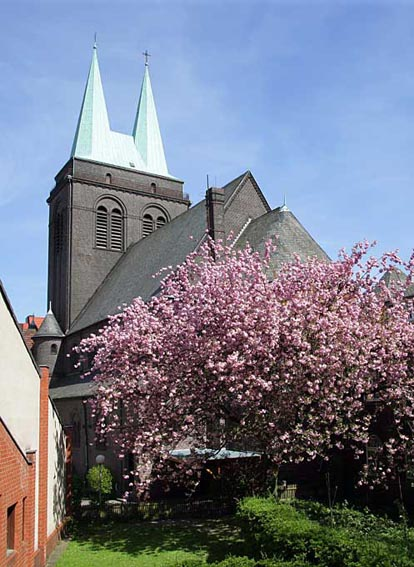
Kreuzkirche

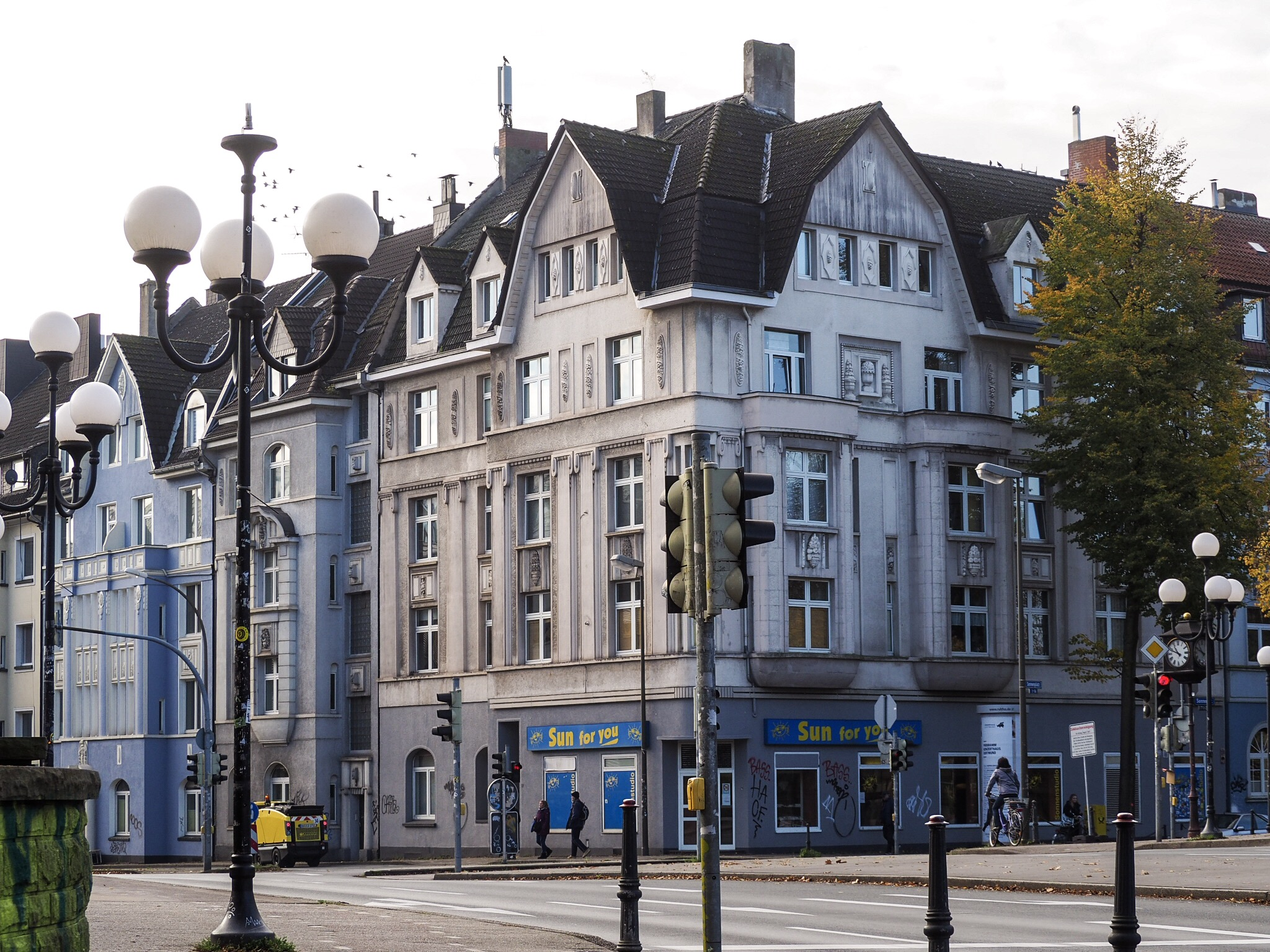
Möllerbrücke Lindemannstraße, Entrée ins Kreuzviertel

Das Kreuzviertel ist ein urbanes Viertel im Dortmunder Stadtbezirk Innenstadt-West. Der hohe Anteil gründerzeitlicher Altbauten, die zahlreich vorhandenen Einkaufsmöglichkeiten sowie die Nähe zur Innenstadt, zur Fachhochschule Dortmund, zur Technischen Universität Dortmund und zum Hauptbahnhof machen das Viertel zu einem begehrten Wohnraum. Die namensstiftende Heilig-Kreuz-Kirche stellt den Mittelpunkt des Viertels dar.
Das Viertel gehört zu den Szenevierteln im Ruhrgebiet und wartet mit einem lebendigen Nacht- und Kulturleben auf, das über die Stadtgrenzen hinaus populär ist.

## Lage und Abgrenzung
Der Begriff stammt von der katholischen Heilig-Kreuz-Kirche. Er bezeichnet das Gebiet zwischen Hohe Straße, Sonnenstraße, Große Heimstraße und Rheinlanddamm und grenzt an den Althoffblock im Westen, das Unionviertel im Nordwesten, das Klinikviertel im Norden und das Saarlandstraßenviertel im Osten. Letztere werden manchmal auch als Kreuzviertel bezeichnet. Die amtlichen statistischen Dortmunder Stadtbezirke decken sich nicht ganz mit diesen „gefühlten“ Grenzen. So zählt das Viertel bereits zum statistischen Bezirk Westfalenhalle innerhalb des Bezirks Innenstadt-West.
Am südwestlichen Rand des Kreuzviertels befindet sich der seit 1893 belegte kommunale Südwestfriedhof.

## Geschichte

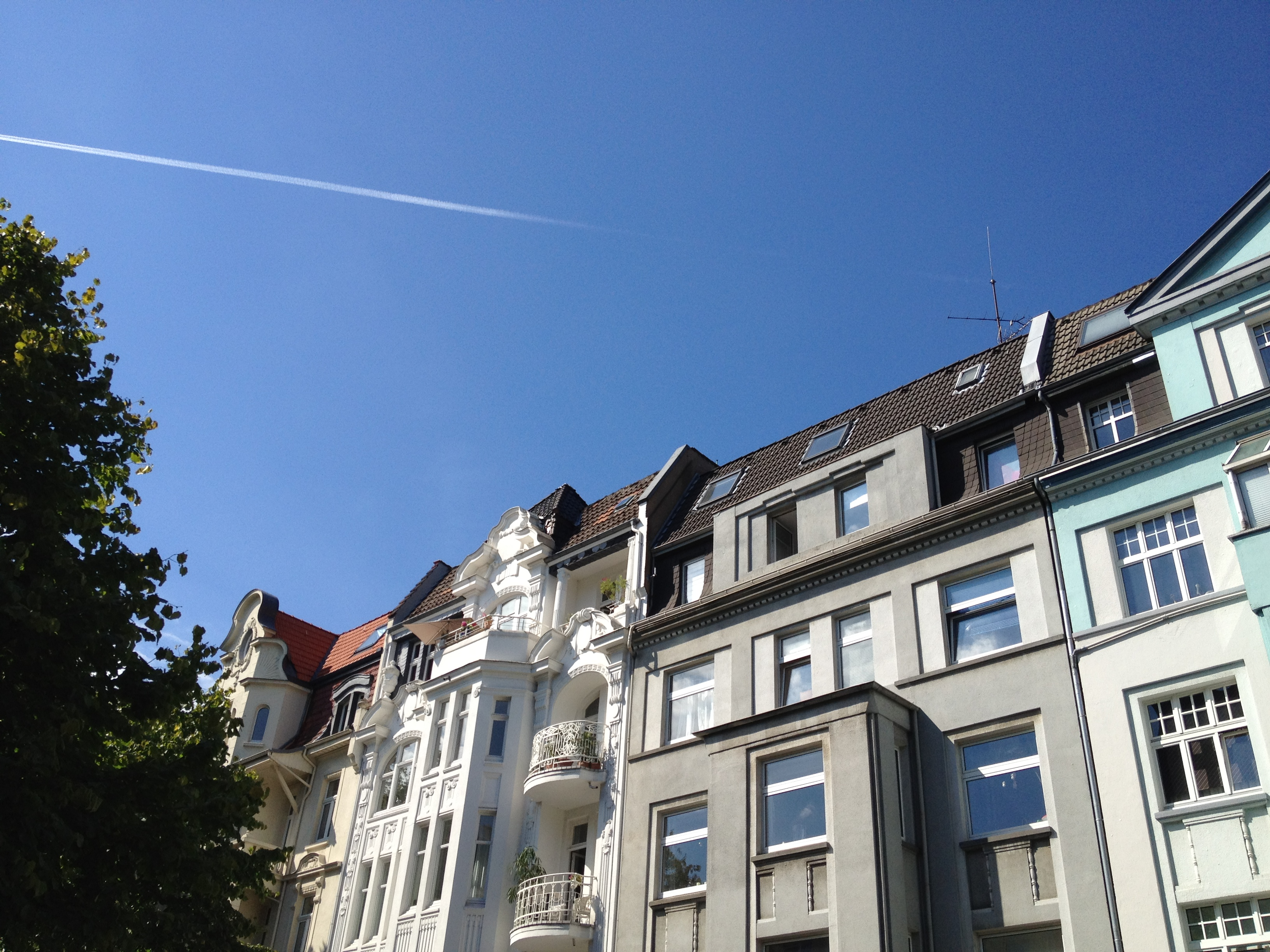
Typische Fassadengestaltungen

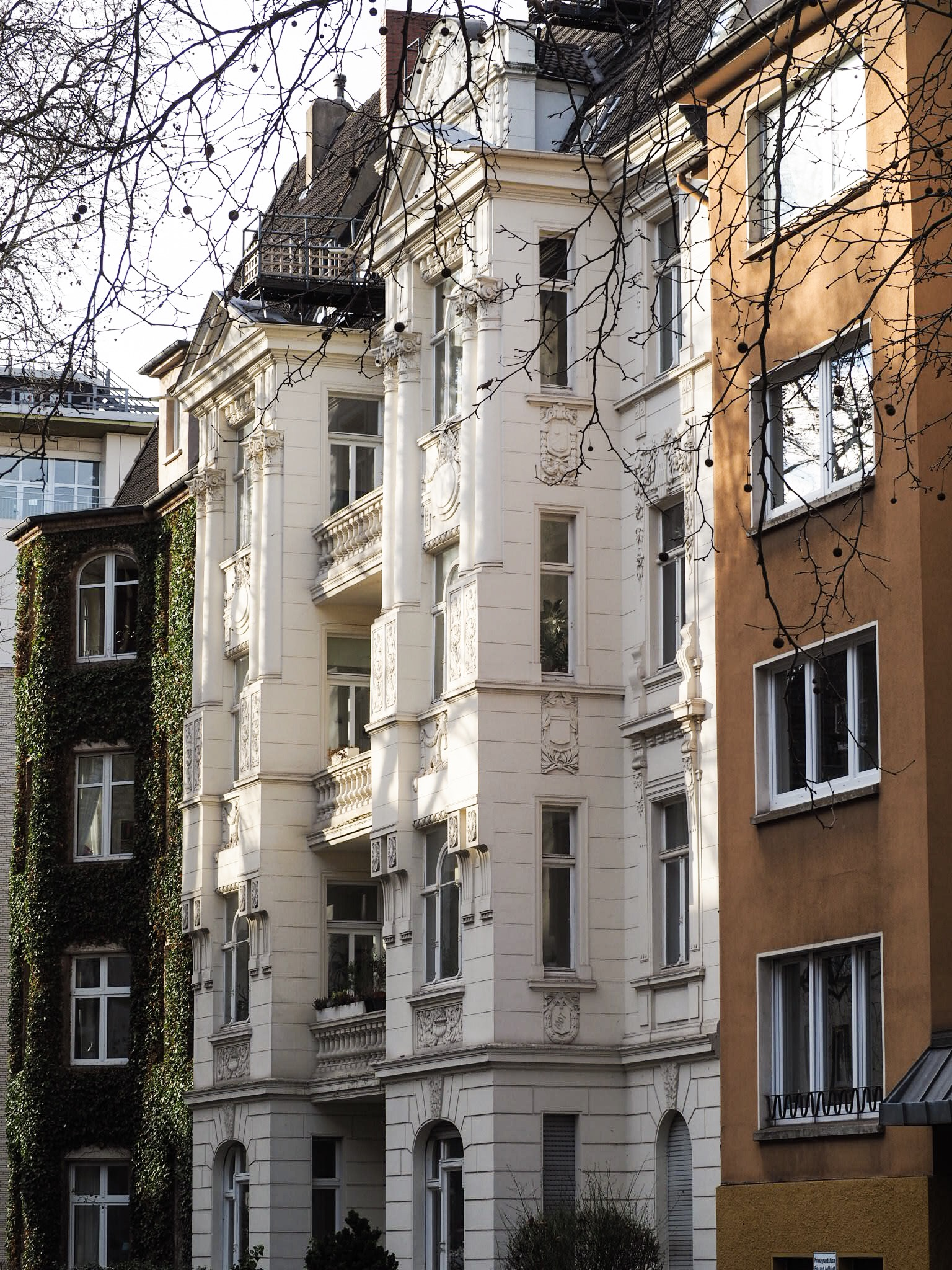
Typische Fassadengestaltung im Kreuzviertel

Nach Eröffnung der Bahntrasse der Rheinischen Eisenbahngesellschaft zum Dortmunder Südbahnhof im Jahre 1874 wurde das Gebiet südlich davon für städtebauliche Zwecke erschlossen. Zunächst siedelten hier Industriebetriebe wie die Gildenbrauerei, die Fabrik Fley sowie eine Ziegelei. Aber auch öffentliche Einrichtungen wie 1896 die Königliche Werkmeisterschule für Maschinenbauer, der Vorläufer der heutigen am gleichen Standort bestehenden Fachhochschule Dortmund und die Landwirtschaftliche Schule ließen sich in dem zu dieser Zeit vornehmlich durch umfangreiches Agrarland geprägten Gebiet nieder.
Zwischen 1902 und 1908 begann der Beamten-Wohnungsverein mit umfangreichen Bauarbeiten und errichtete in unmittelbarer Nähe der Werkmeisterschule eine umfangreiche Wohnbebauung. Die gründerzeitlichen Bauten dienten vornehmlich Beamten als Heimstatt, und die neuentstehenden Straßen wurden vielfach nach berühmten Akademikern benannt. Im Zuge der Urbanisierung wurden dann auch Infrastruktureinrichtungen wie Schulen und Kirchen errichtet. Der Bau der Kreuzkirche, die dem Wohngebiet heute den Namen gibt, für die katholische Heilig-Kreuz-Gemeinde begann 1914, am 5. November 1916 wurde die Kirche eingeweiht. Einen weiteren baulichen Akzent im Viertel setzt die Gemeinde bis heute mit dem Kreuzhof, einer Reihe von Wohnhäusern, die früher als Gemeindehaus, Ledigenheim und Altersheim dienten. Mit dem Ersten Weltkrieg war die Bebauung des Stadtviertels weitgehend abgeschlossen, und etwa 10.000 Menschen wohnten hier.
Im Zweiten Weltkrieg wurde auch das Dortmunder Kreuzviertel bombardiert. Die Zerstörung hielt sich aber im Vergleich zur Dortmunder Innenstadt und zur Dortmunder Nordstadt, wo sich kriegswichtige Industrie befand, in Grenzen. Das Viertel wurde nach dem Krieg, teilweise unter Beibehaltung der ursprünglichen Architektur, wiederaufgebaut. Von 1948 bis 1971 existierte im Kreuzviertel die Kneipe Zur Grotte, die wegen fehlender intakter oberirdischer Infrastruktur von der Stadt Dortmund eine Konzession für einen Schankbetrieb in einem ehemaligen Luftschutzbunker erhielt.
In den 1970er Jahren entwickelte sich das damals noch preisgünstige Kreuzviertel zu einem bevorzugten Wohngebiet für Studenten und junge Akademiker. Die Nähe zur Universität und zur Fachhochschule sowie das umfangreiche Angebot an Gaststätten zog eine junge Klientel an. Auf diesen Zug sprangen dann auch Makler und Spekulanten auf. Ein Teil des ursprünglich als Mietwohnungen verfügbaren Wohnraums wurde privatisiert und als Eigentumswohnungen veräußert. Die Immobilienpreise und die Mieten sind meist überdurchschnittlich hoch.
Seit 1974 ist am Rand des Kreuzviertels auch die Zentralstelle für die Vergabe von Studienplätzen, jetzt Stiftung für Hochschulzulassung ansässig, die bundesweit zugangsbegrenzte Studienplätze vergibt. Zweimal im Jahr zum Antragsschluss ist die SfH Reiseziel für angehende Studenten aus dem gesamten Bundesgebiet, die ihre Anträge noch unterbringen wollen.
An der Ostflanke des Kreuzviertels führt die 2004 neugestaltete Hohe Straße entlang, die sich im Rahmen der Fußballweltmeisterschaft 2006 als WM-Meile präsentierte.

### Architektur

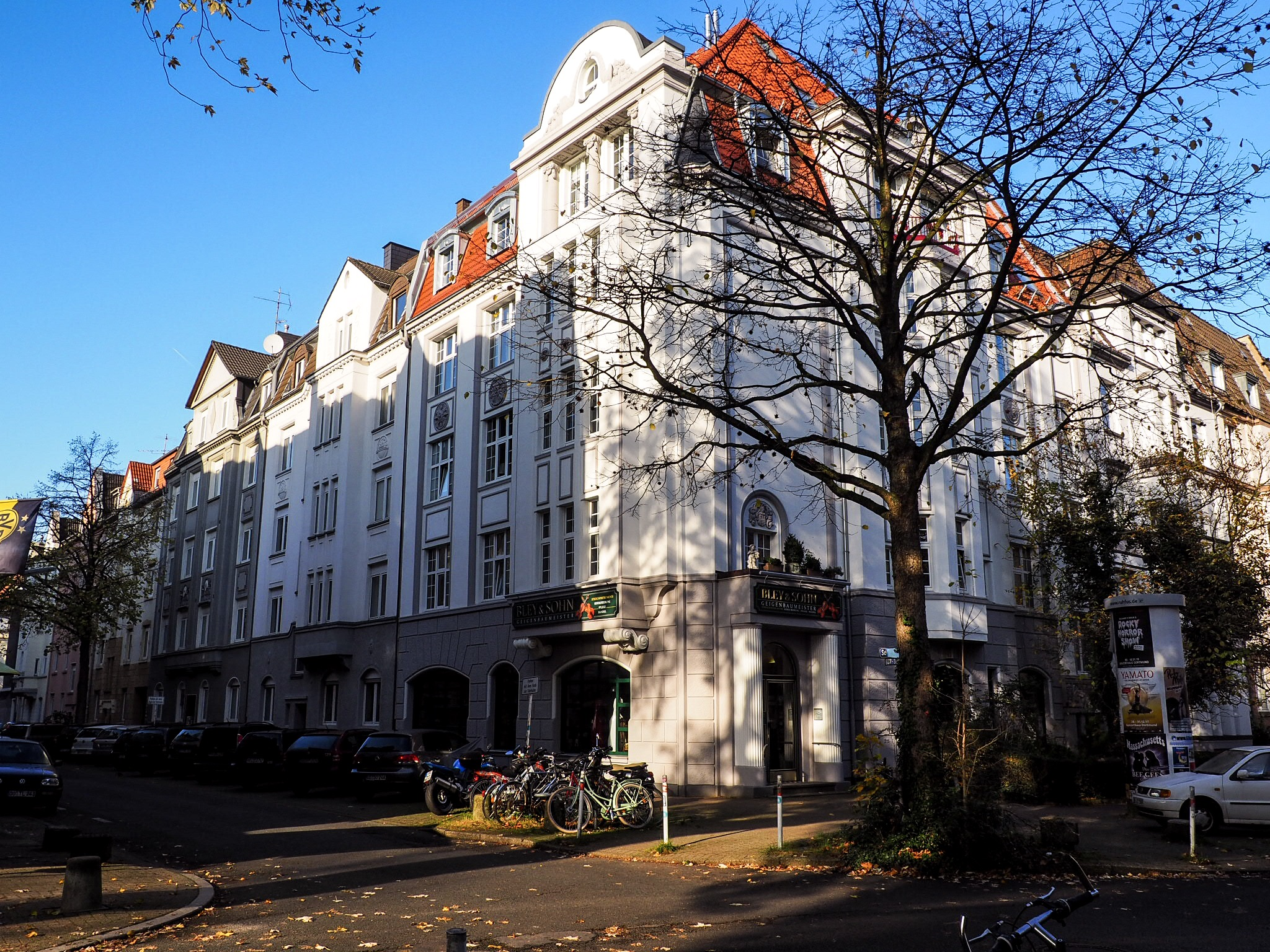
Häuserzeile Kreuzviertel, Arneckestraße

Das Kreuzviertel ist gekennzeichnet durch eine dichte, geschlossene Blockrandbebauung. Der Gesamteindruck wird von Altbauten aus der Jahrhundertwende des 19./20. Jahrhunderts geprägt. Diese besitzen typischerweise vier bis fünf Obergeschosse und ein Dachgeschoss. Im Zweiten Weltkrieg wurde das Kreuzviertel weniger stark getroffen als die Nordstadt und das Stadtzentrum, aber ebenfalls zu etwa 40 bis 60 % zerstört. Noch heute lässt sich in einigen Straßenzügen gut erkennen, wo die Bomben fielen, da sich die architektonisch stark unterschiedlichen Vor- und Nachkriegsbauten teilweise unmittelbar abwechseln. Nur in Ausnahmefällen wurde versucht, die nach dem Krieg gebauten Häuser stilistisch an die Bauten aus der Jahrhundertwende anzupassen. Viele der oft aufwändig verzierten Häuser aus der Kaiserzeit haben die Luftangriffe des Zweiten Weltkrieges jedoch überstanden. Beispiele für die typische Kreuzviertel-Architektur finden sich in beinahe jeder Straße. Als Beispiele seien die Liebigstraße, die Schillingstraße und die Lindemannstraße genannt, welche eine besonders hohe Denkmaldichte aufweisen.

## Kultur

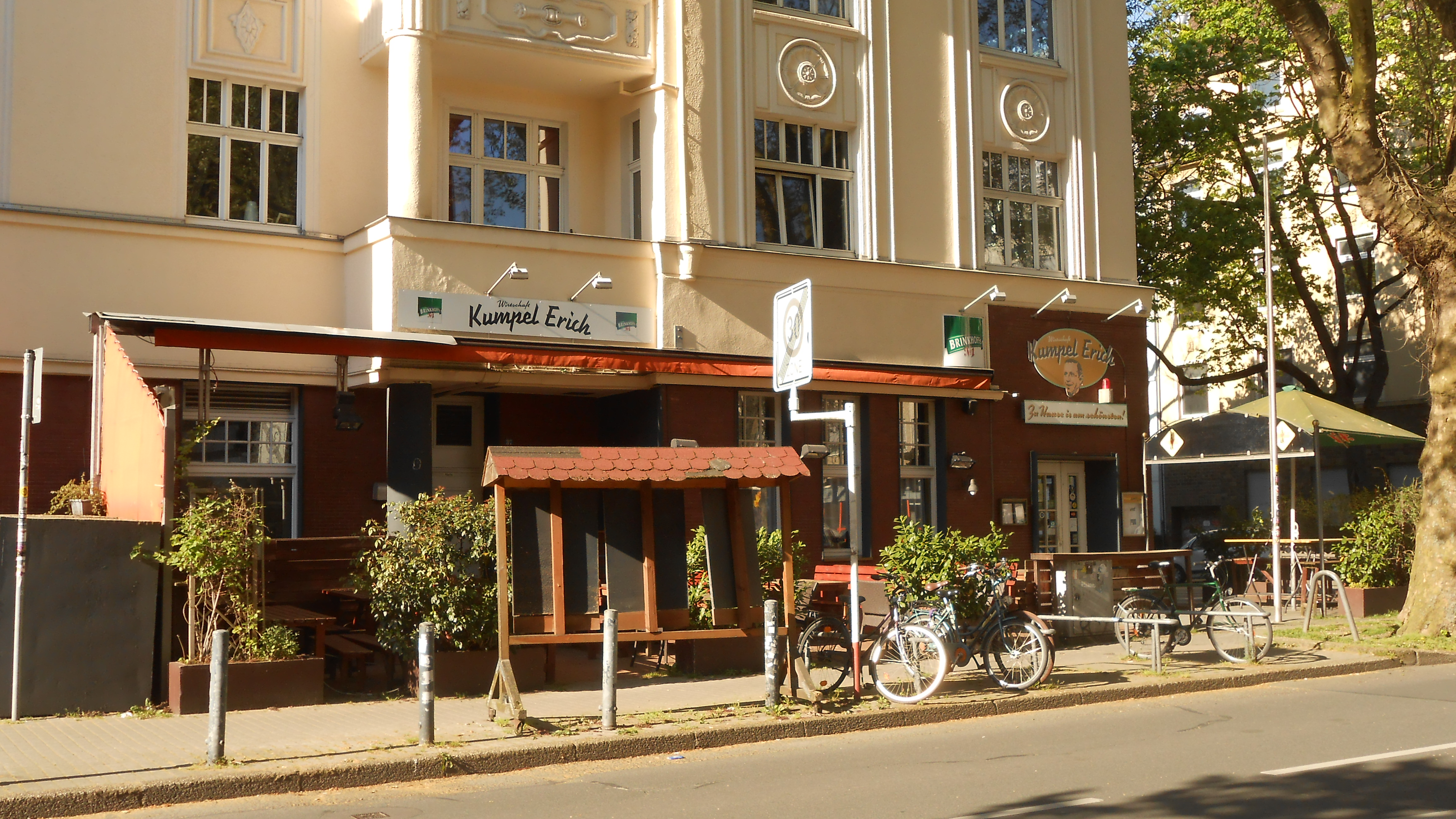
Eines von zahlreichen Cafés im Viertel

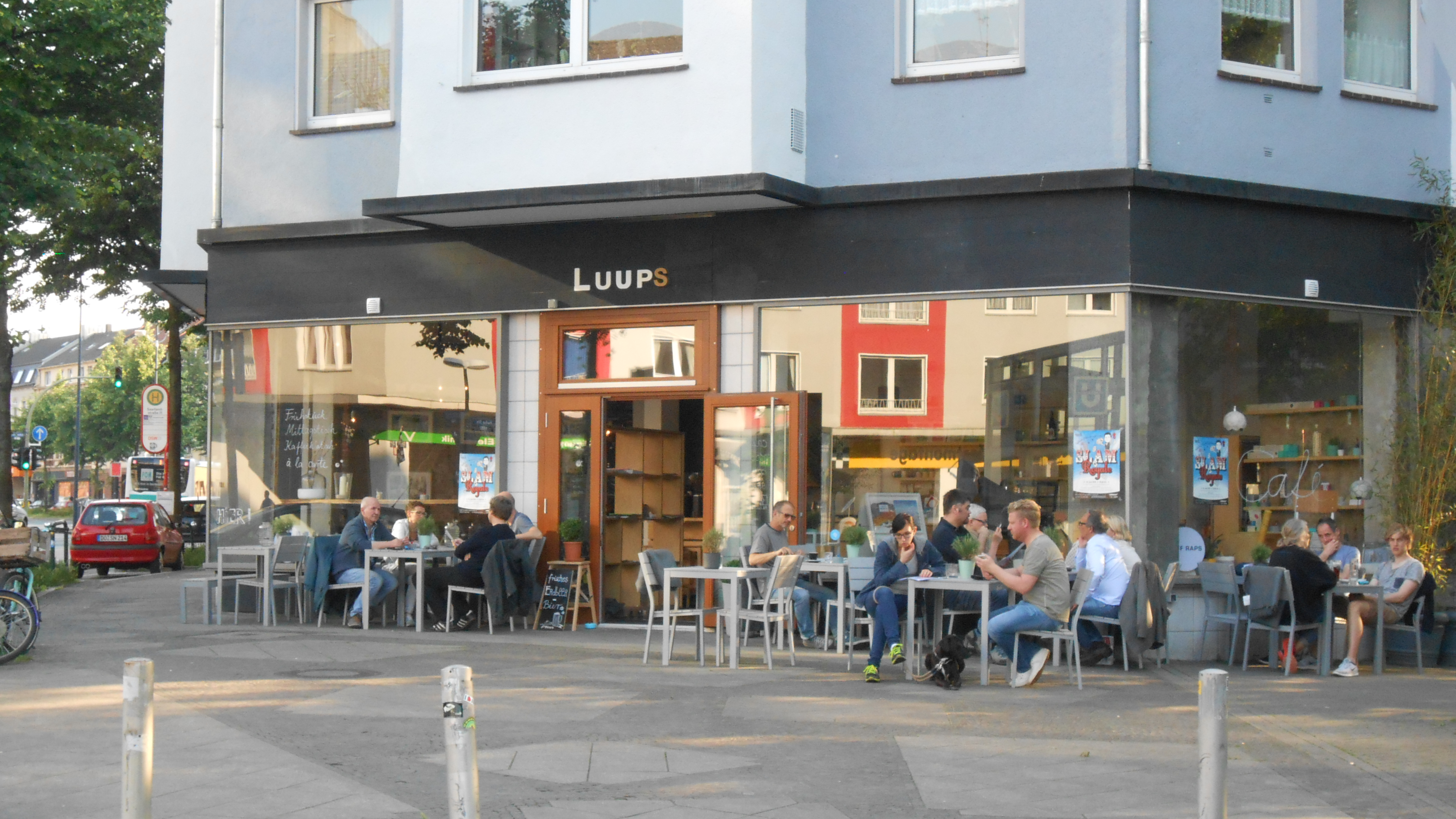
Cafés mit Außengastronomie

Das Milieu im Kreuzviertel ist akademisch-studentisch geprägt, bei Wahlen erzielen die Grünen im Kreuzviertel die höchsten Stimmenanteile in Dortmund. Im Stadtviertel macht sich dies durch eine vielfältige Szene von Cafés und Kneipen, vielfach mit Außengastronomie, bemerkbar. Die Kneipendichte zählt zu den höchsten im gesamten Ruhrgebiet.
Bei Heimspielen von Borussia Dortmund fungiert die Lindemannstraße mit ihren vielen Kneipen und Bars als Hauptverbindung zwischen Innenstadt und dem Westfalenstadion als letzte Anlaufstation für viele Fans um das letzte Bier vor dem Stadion zu trinken.
Im Sommer wird der Westpark gerne für Grillabende und ausgiebige Feten genutzt und gilt als Treffpunkt für Studierende, Musiker und Medienleute der ganzen Stadt.
Einmal im Jahr, immer Ende August, findet auf den Hauptstraßen durchs Viertel rund um die Kreuzkirche, das Viertelfest „Kreuz4tel bei Nacht“ statt, bei dem man sich in den letzten Jahren wieder bemüht, das Spezifische des Viertels erkennen zu lassen und dafür auf „Jahrmarktsatmosphäre“ zu verzichten. Gestartet als Veranstaltung für den Einzelhandel, bei der die Läden des Viertels zum Shoppen und Stöbern einluden und ihre Öffnungszeiten bis in die späten Abendstunden verlängerten, entwickelte sich Kreuzviertel bei Nacht schnell zu einem Happening, das weit über die Grenzen des beliebten Stadtviertels hinausstrahlt. 2018 fand die letzte Ausgabe unter diesem Namen statt.
Am Anfang der Sommerferien finden im Kreuzviertel die sogenannten Hofflohmärkten statt. Hier verkaufen die Bewohner eines Hauses ihre Flohmarkt-Sachen im eigenen Hof oder im Garten. Bis zu 250 Höfe/Gärten nehmen in der Spitze an den Hofflohmärkten deutschlandweit laut Veranstalter teil – so machen teilweise ganze Straßenzüge und Häuserblöcke mit.

## Verkehr

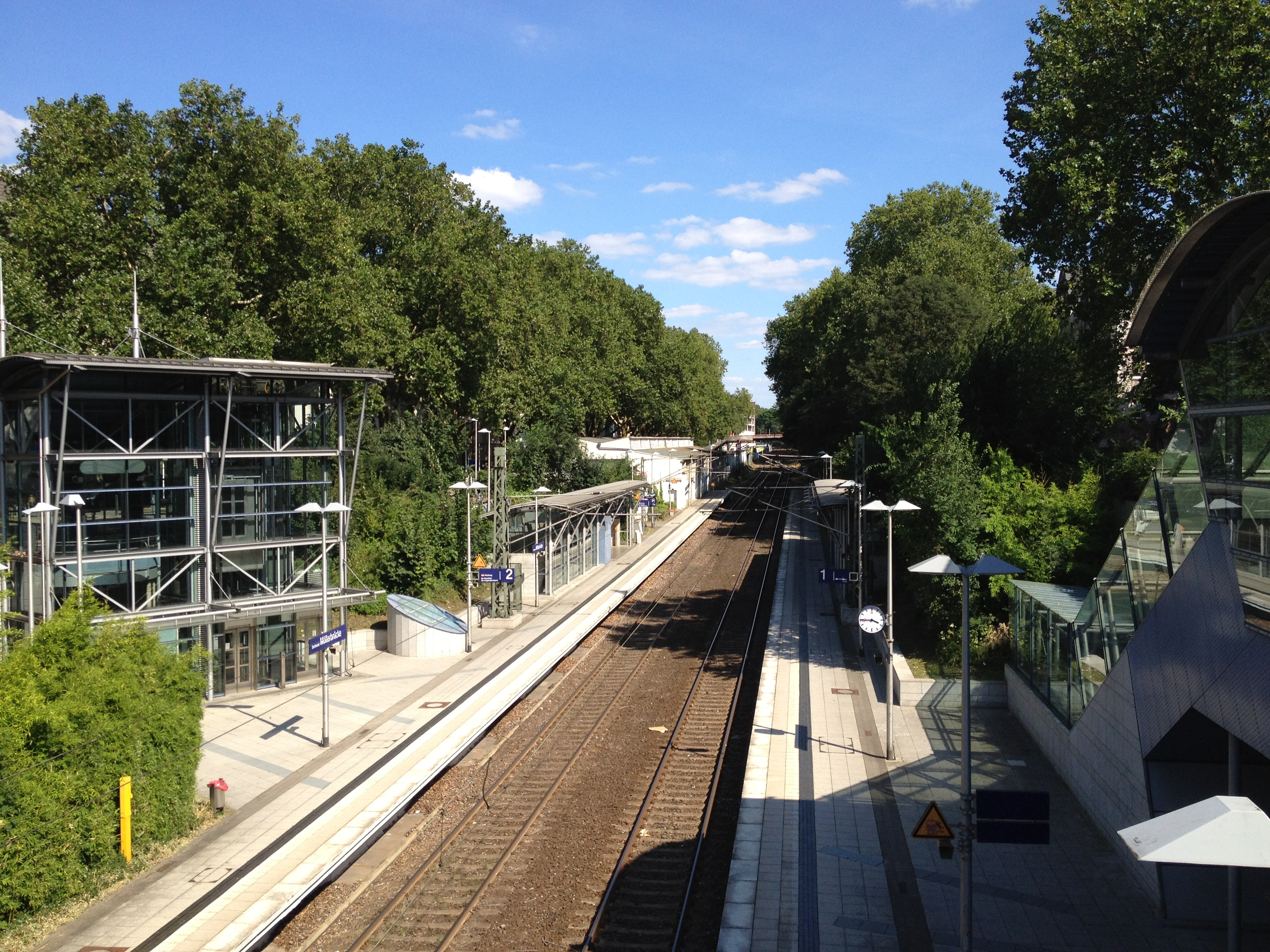
Bahnstation Möllerbrücke

Durch das Kreuzviertel verlaufen die Stadtbahnlinien U42 und U46, die Buslinien 452 und 453, die Bus-Nachtexpresslinien N7 und N8 sowie die Linie S4 der S-Bahn Rhein-Ruhr. Die S-Bahn verkehrt alle zwanzig Minuten von Unna zum Bahnhof Dortmund-Lütgendortmund. Wichtigste Knotenpunkte sind die U-Bahnhöfe Bahnhof Möllerbrücke und der U-Bahnhof Saarlandstraße.

## Öffentliche Einrichtungen
Über die Stadtgrenze hinaus bekannt sind die Stiftung für Hochschulzulassung, der Westpark sowie das Klinikum Dortmund als eines der größten Krankenhäuser Nordrhein-Westfalens und das zweitgrößte kommunale Krankenhaus in Deutschland. Zu den Bildungseinrichtungen zählen die Fachhochschule Dortmund, welche 1890 als Königlichen Werkmeisterschule für Maschinenbauer gegründet wurde, zwei Grundschulen, das Leibniz-Gymnasium (eine von bundesweit ca. 30 International-Baccalaureate-Schulen) sowie die Wilhelm-Röntgen-Realschule.

## Sehenswürdigkeiten

### Nicolai-Kirche
Hauptartikel: Nicolai-Kirche (Dortmund)
Die Nicolai-Kirche wurde durch die Dortmunder Architekten Karl Pinno und Peter Grund nach einem Wettbewerb 1927 geplant und am 12. Oktober 1930 eingeweiht und gilt als erstes Beispiel für einen „sachlichen“ evangelischen Sakralbau im Stil des Neuen Bauens aus Stahl, Glas und Beton.
Diese moderne Architektur für einen Kirchenbau sorgte damals für erregte Diskussionen. Dabei ging es nicht nur um die kantige Form, sondern auch um die Verwendung unverputzten, schalungsrauen Betons, wie man ihn sonst nur bei Industriebauten kannte. Diese Schlichtheit wurde teilweise aber auch als angemessener Ausdruck der Armutsprobleme der Zeit gelobt. Trotz der nüchternen äußeren Form wirkt der Innenraum ausdrucksstark durch die riesigen Glasflächen, die die Betonkonstruktion ermöglicht. Die ursprüngliche, im Zweiten Weltkrieg zerstörten Glasfenster stammten von Elisabeth Coester. Nach zwanzigjähriger Notverglasung wurden sie 1963 durch farbenfrohe Fenster des Glaskünstlers Hans Gottfried von Stockhausen ersetzt. Die dominierenden Blautöne tauchen den Innenraum in ein ungewöhnliches Licht.

### Ehemalige Königliche Maschinenbauschulen zu Dortmund
Entlang der Sonnenstraße 96–100 erstreckt sich das Gebäude der Königlichen Werkmeisterschule für Maschinenbauer, welches heute von der FH Dortmund genutzt wird. Der Komplex wurde am 3. November 1890 eröffnet wurde und über die Jahrzehnte weiter ausgebaut.

### Pädagogische Akademie

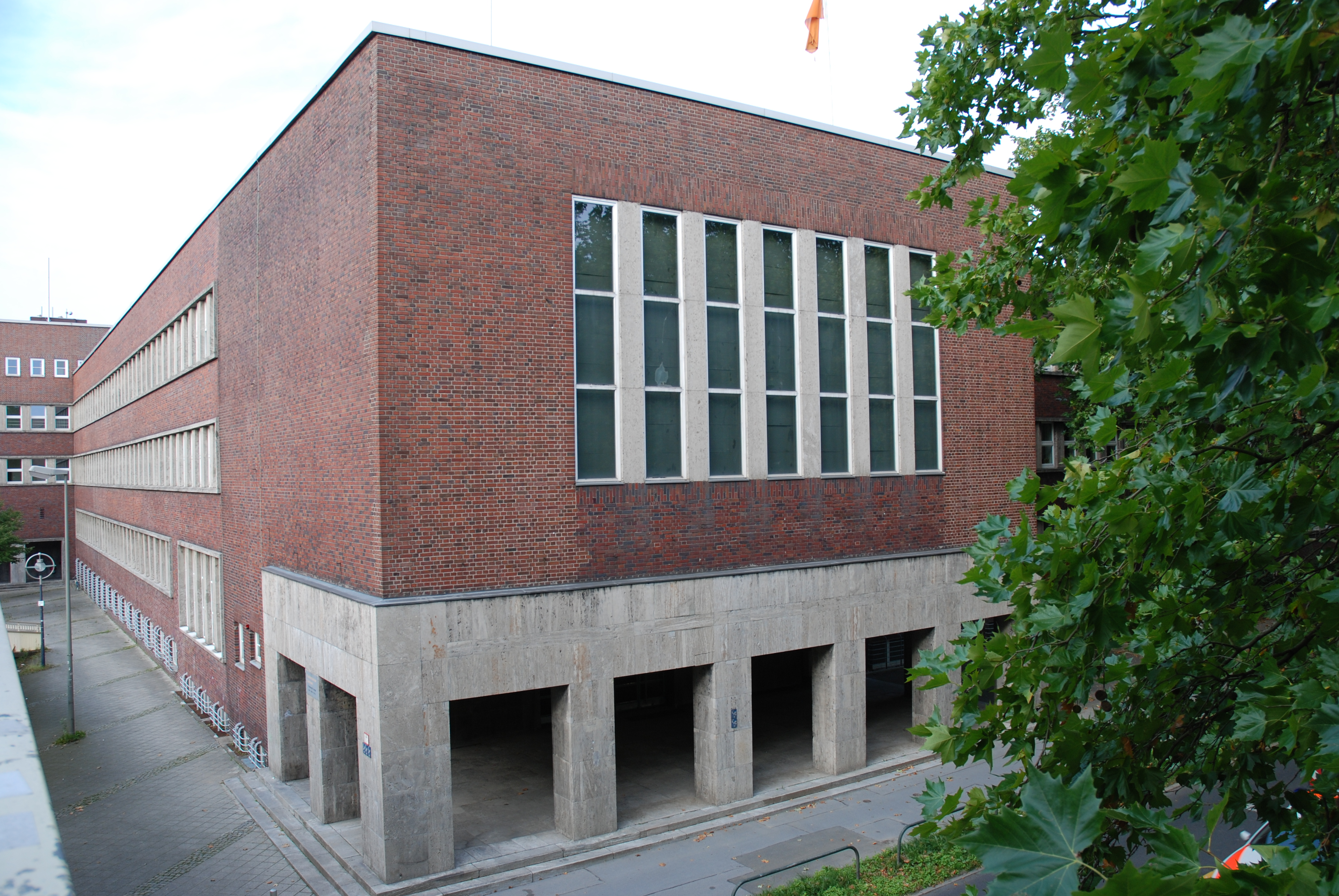
Ehemalige Pädagogische Akademie, heute FH Dortmund, Fachbereich Design

Im Zuge der Stadterweiterung Ende des 19./Anfang des 20. Jahrhunderts wurden im Rahmen des stückweisen Ausbaus des Hindenburgdamms (heute: Rheinlanddamm) neue Standorte für Verwaltungen, Institute und Einrichtungen des Sport und Freizeitanlagen errichtet. Bis 1930 wurden hier die Westfalenhalle, das Arbeitsphysiologische Institut der Kaiser-Wilhelm Gesellschaft, das Versorgungsamt, das Stadion Rote Erde und der der Volkspark errichtet.
Am 4. Oktober 1930 wurde der Neubau der Pädagogischen Akademie am heutigen Max-Ophüls-Platz feierlich eingeweiht.

### Südwestfriedhof Dortmund
Der Friedhof wurde 1893 für den aufgegebenen Westfriedhof (auch Westentotenhof) im heutigen Westpark eröffnet und ist noch in Betrieb. Viele Grabstätten und Bauwerke sind in die Denkmalliste der Stadt eingetragen.
Von Gerd Niebaum, vormaliger Präsident von Borussia Dortmund, ist der Satz überliefert: „Die ganzen unverzichtbaren Leute liegen auf dem Südwest-Friedhof von Dortmund oder in jeder anderen Stadt. Und plötzlich geht die Welt doch weiter.“

## Bildergalerie

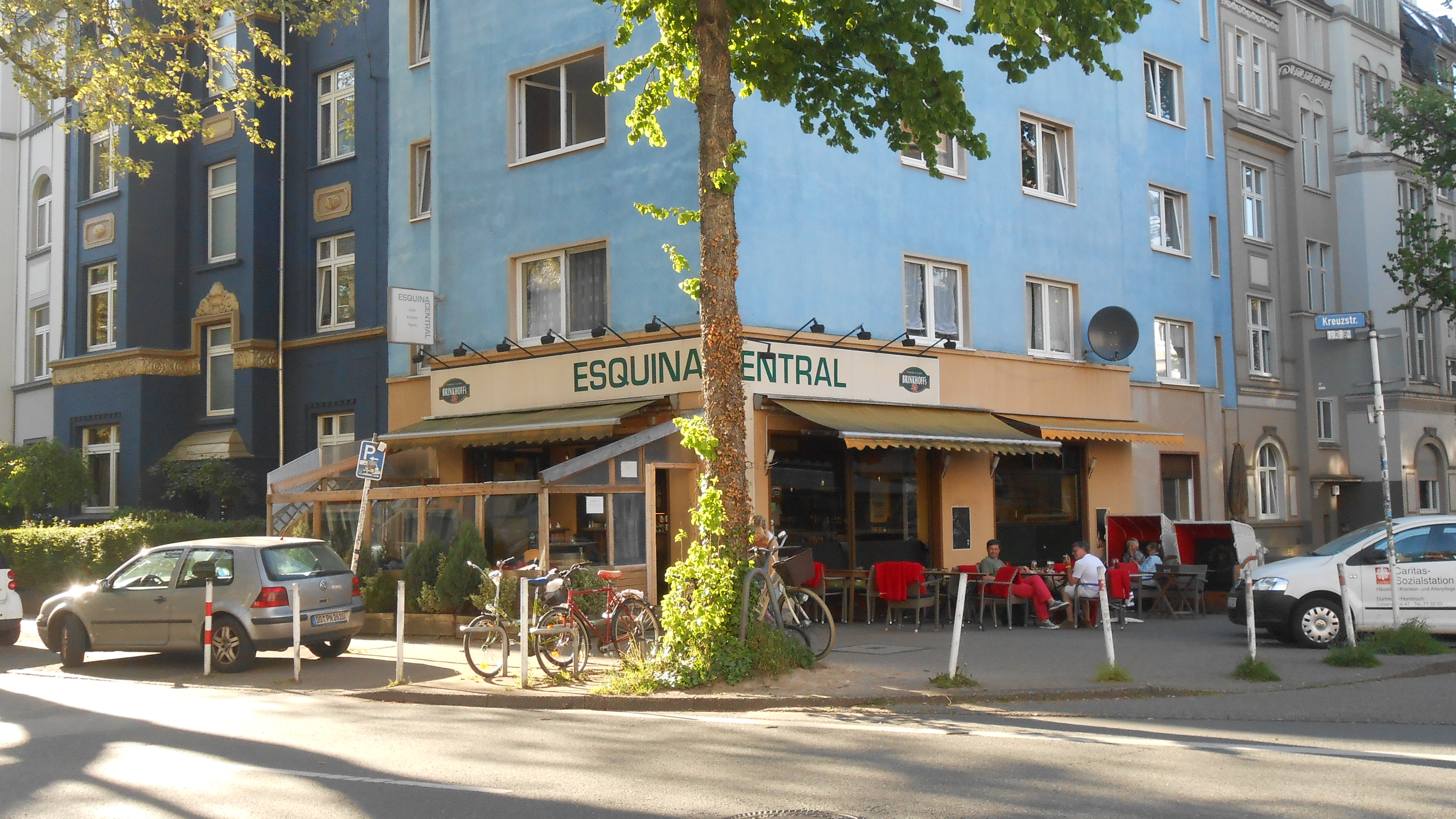
Bars im Kreuzviertel
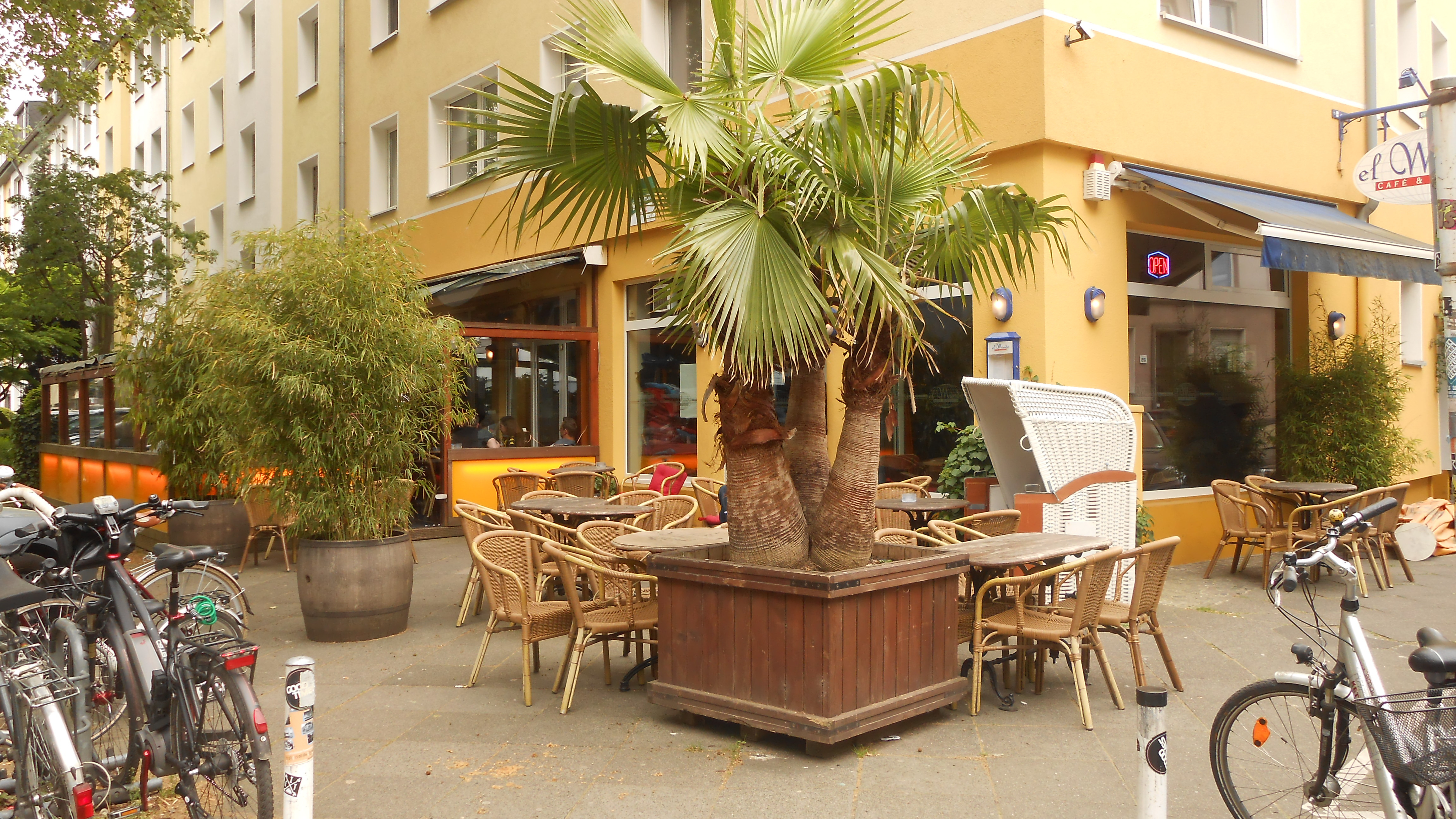
Cafés im Kreuzviertel
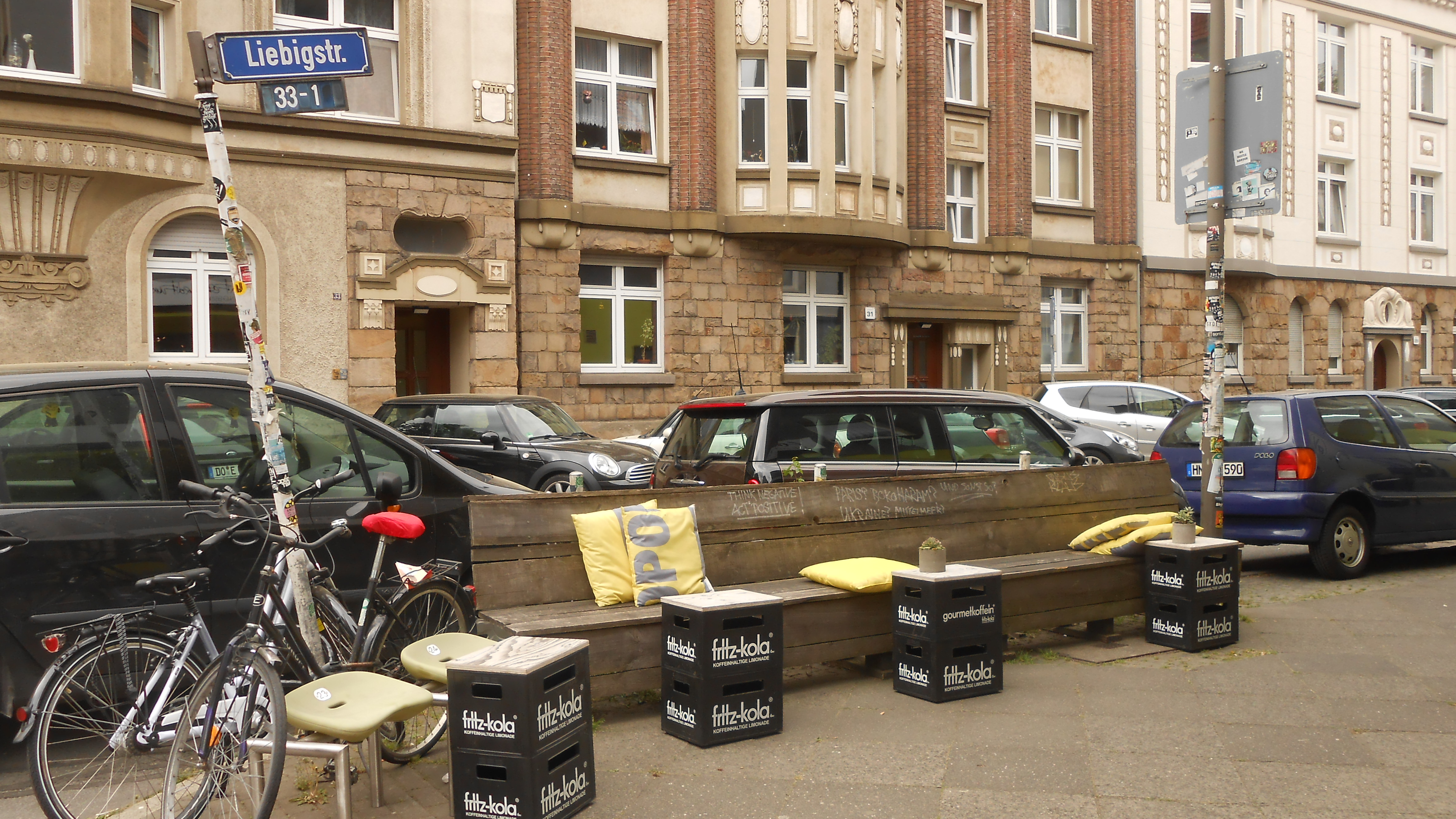
Szenetreff im urbanen Wohnquartier
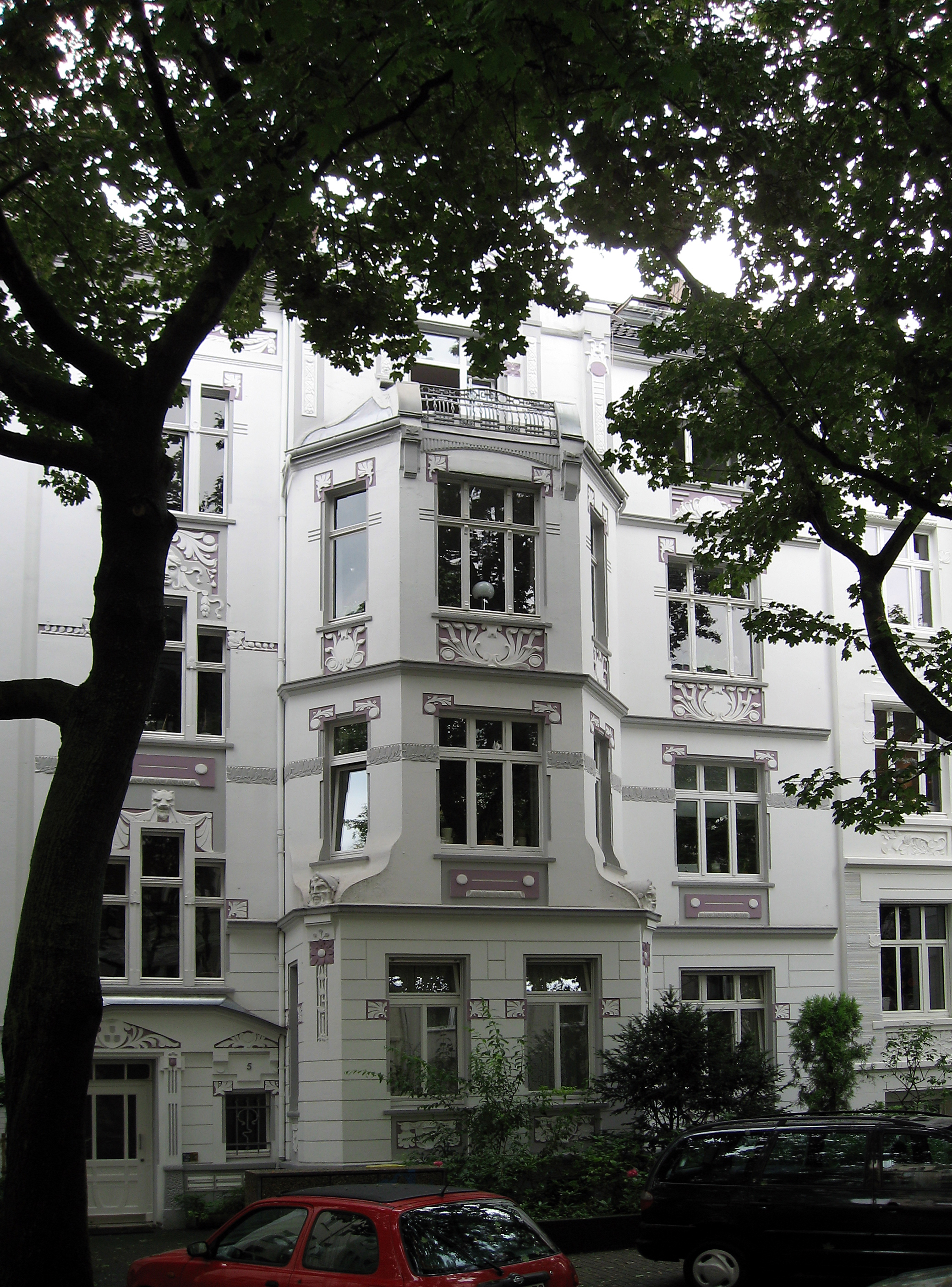
Hausfassade an der Arneckestraße
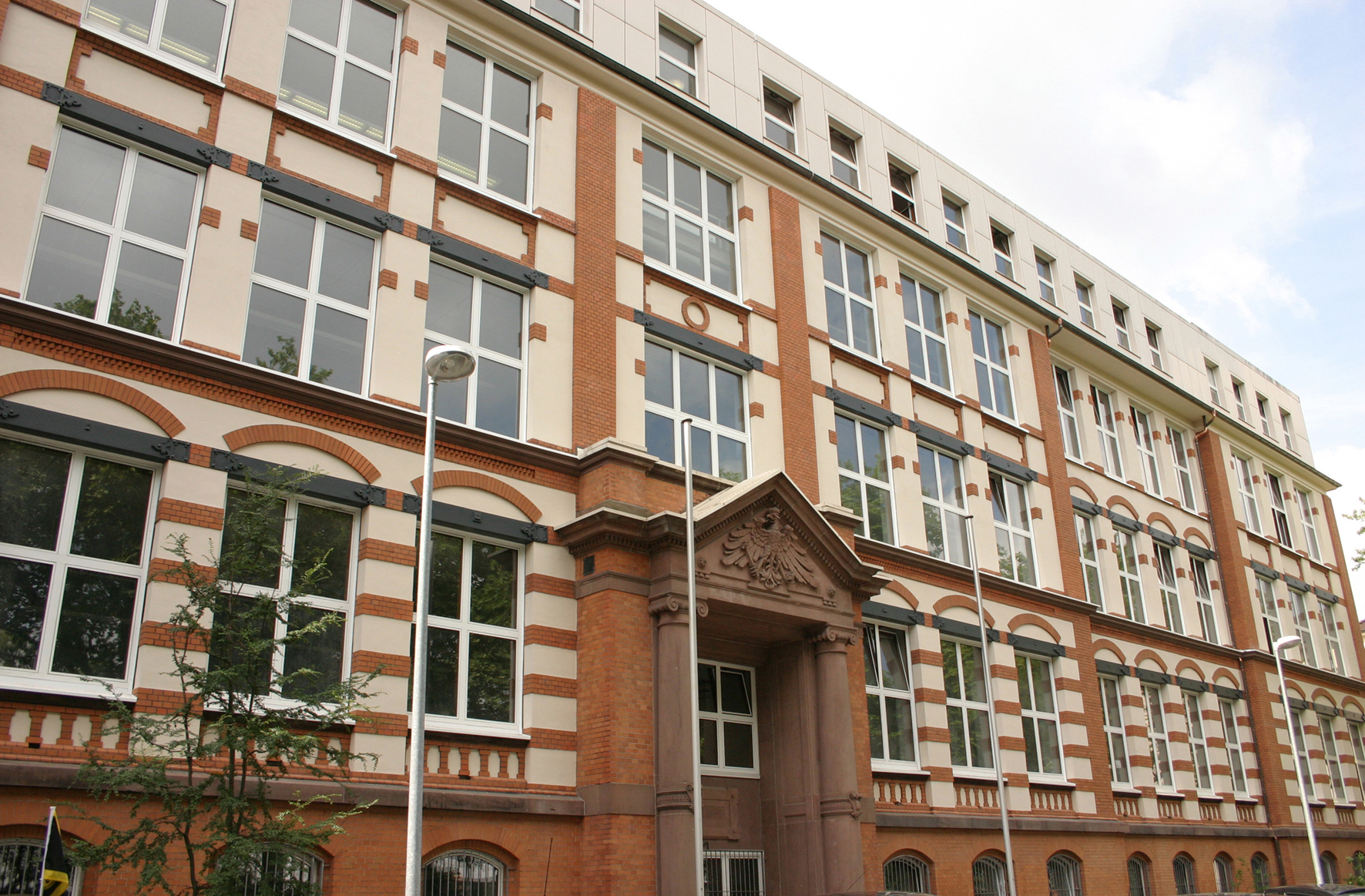
Fachhochschule Dortmund
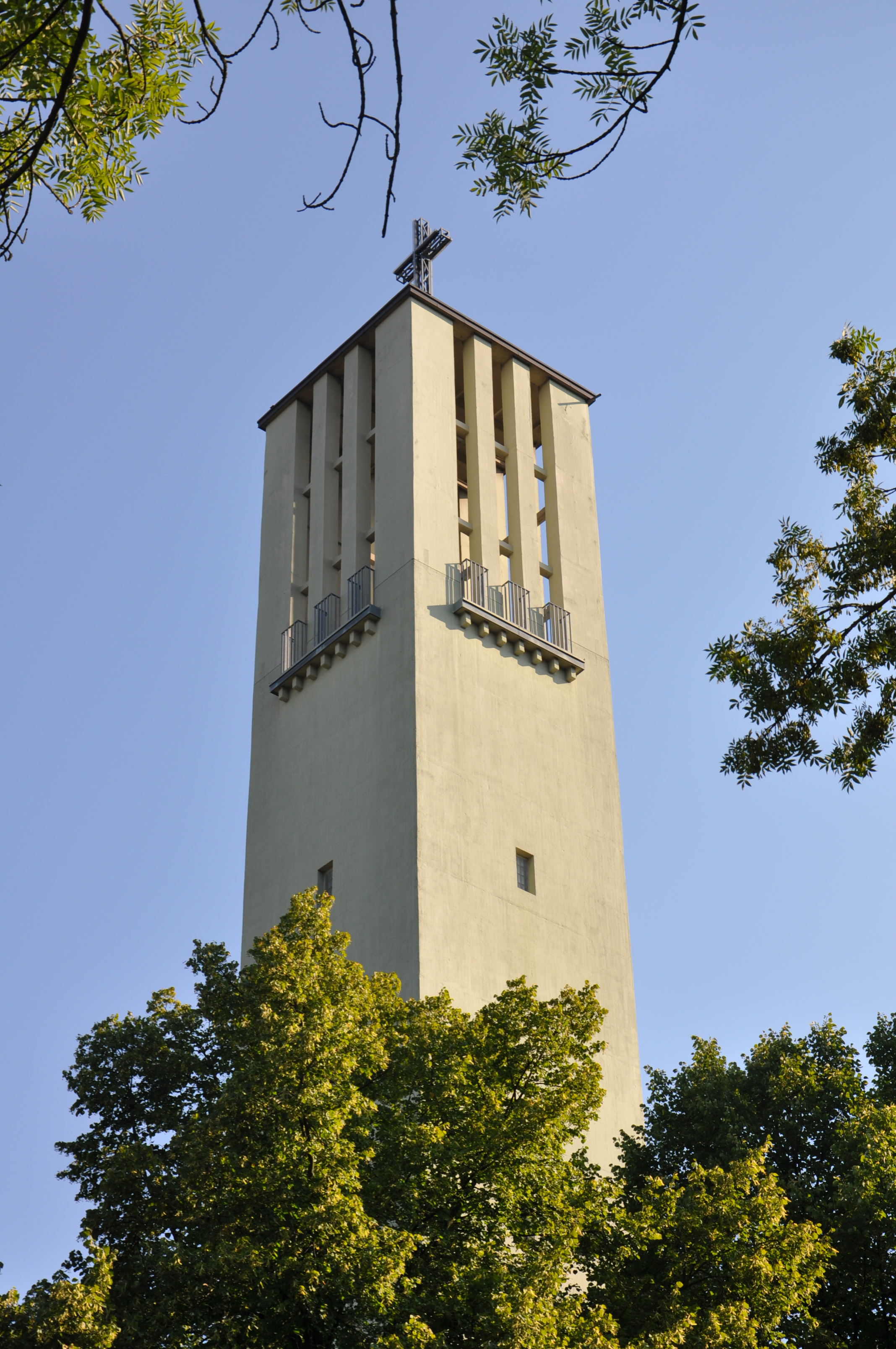
Nicolaikirche an der Lindemannstraße
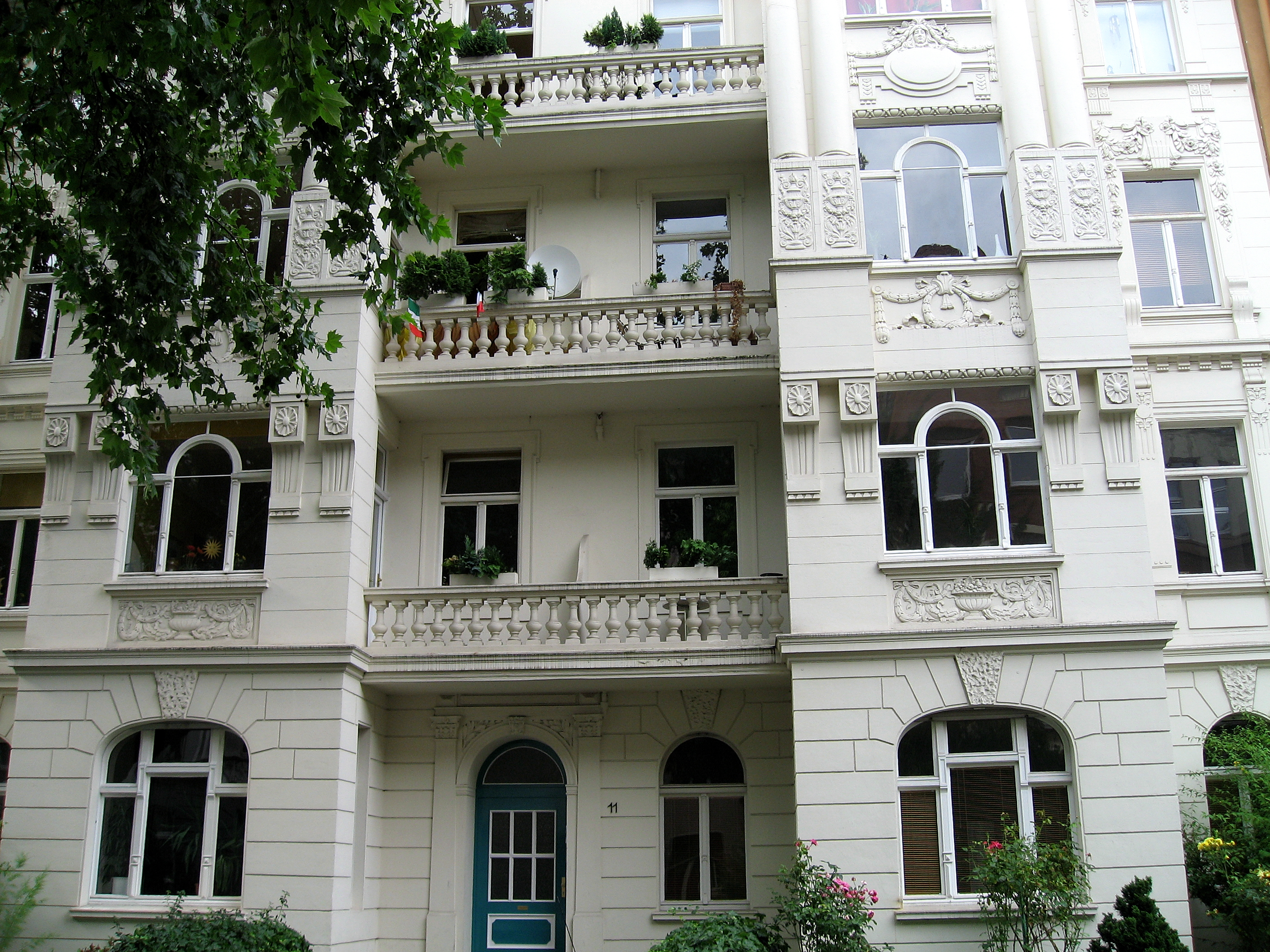
Fassade Neuer Graben 11, Kreuzviertel Dortmund
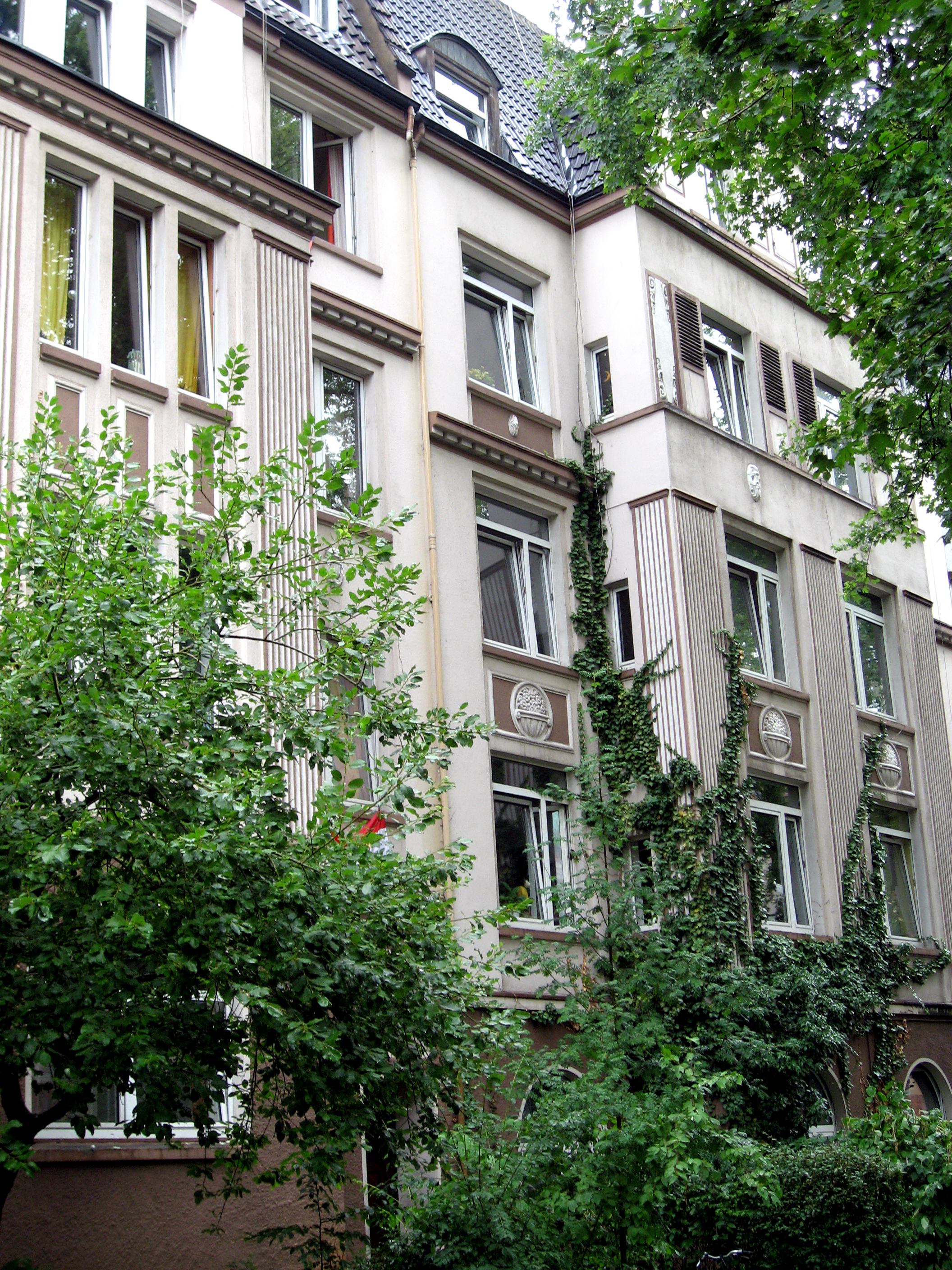
Fassade Arneckestraße, Kreuzviertel Dortmund
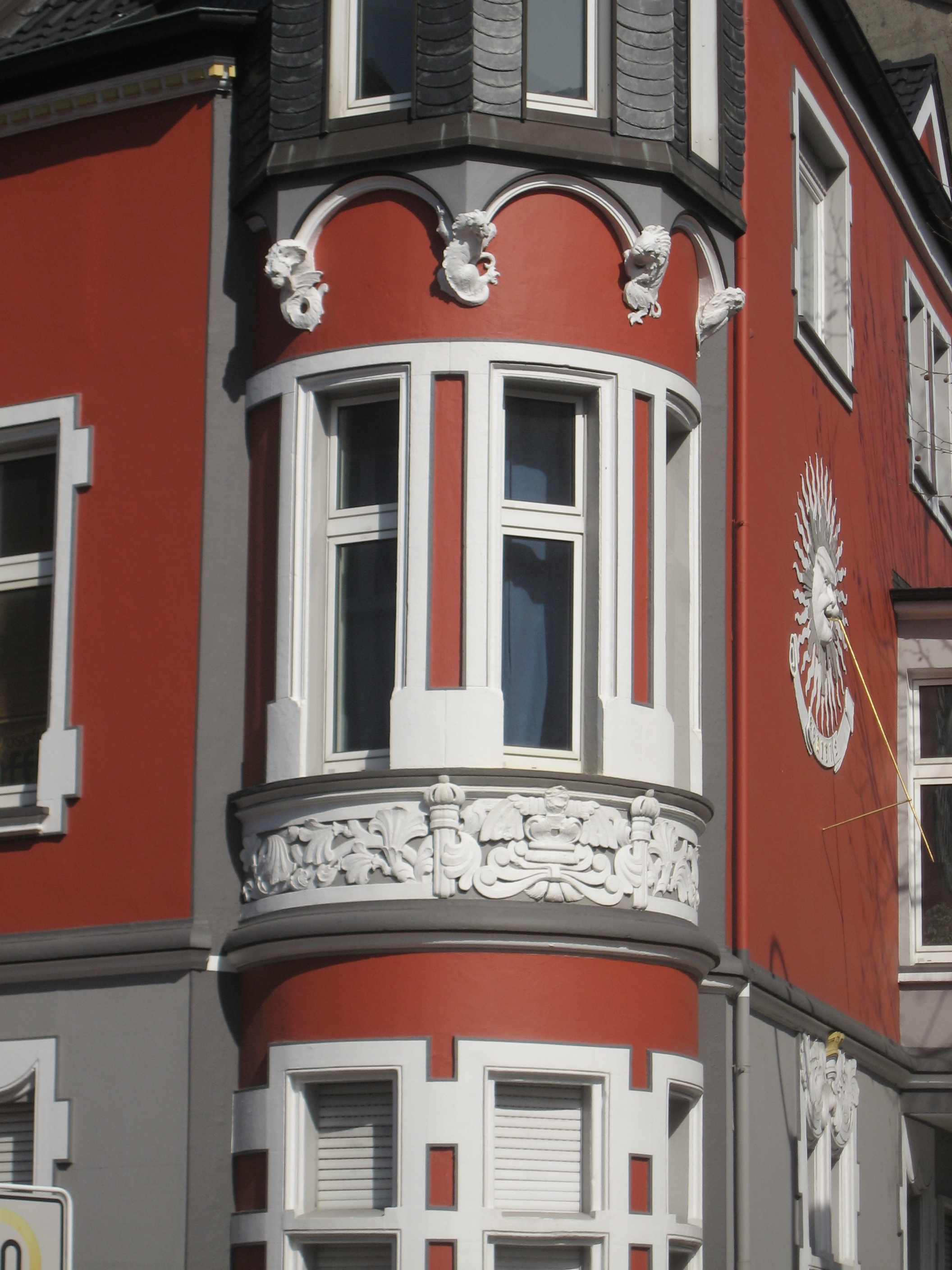
Fassade Kreuzstraße, Kreuzviertel, Dortmund
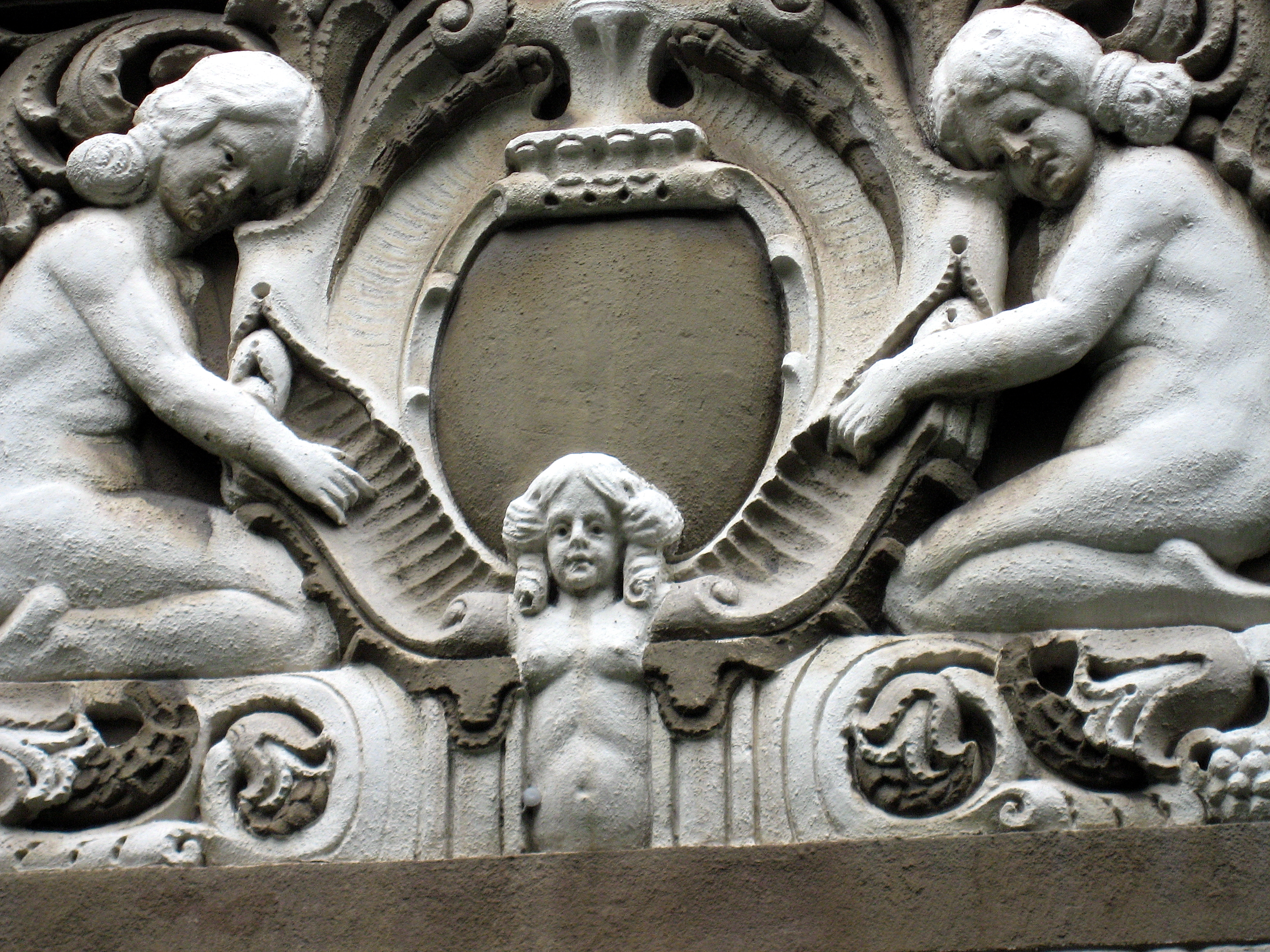
Kreuzviertel Fassade
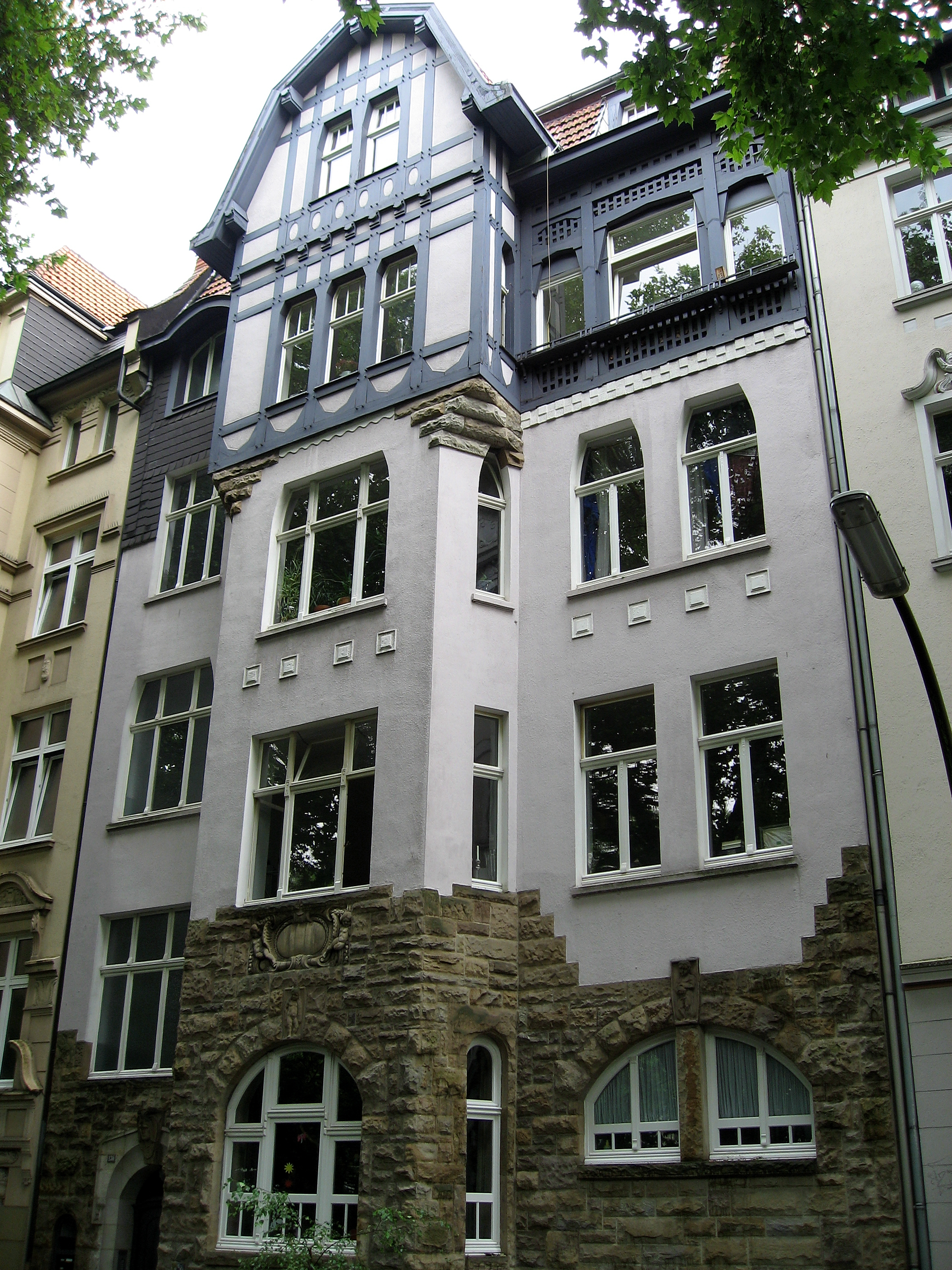
Kreuzviertel Fassade
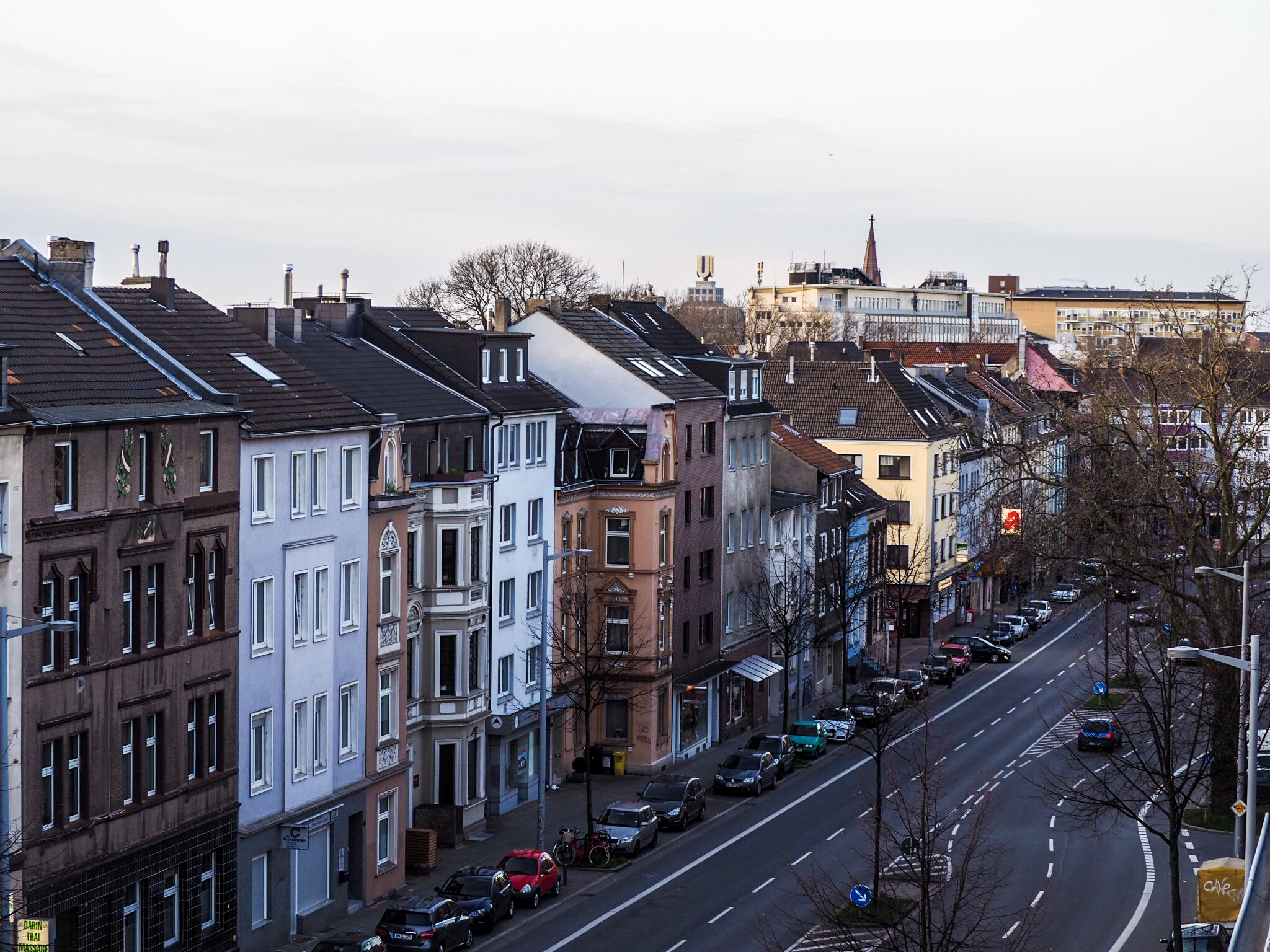
Hohe Straße, Blickrichtung Stadteinwärts
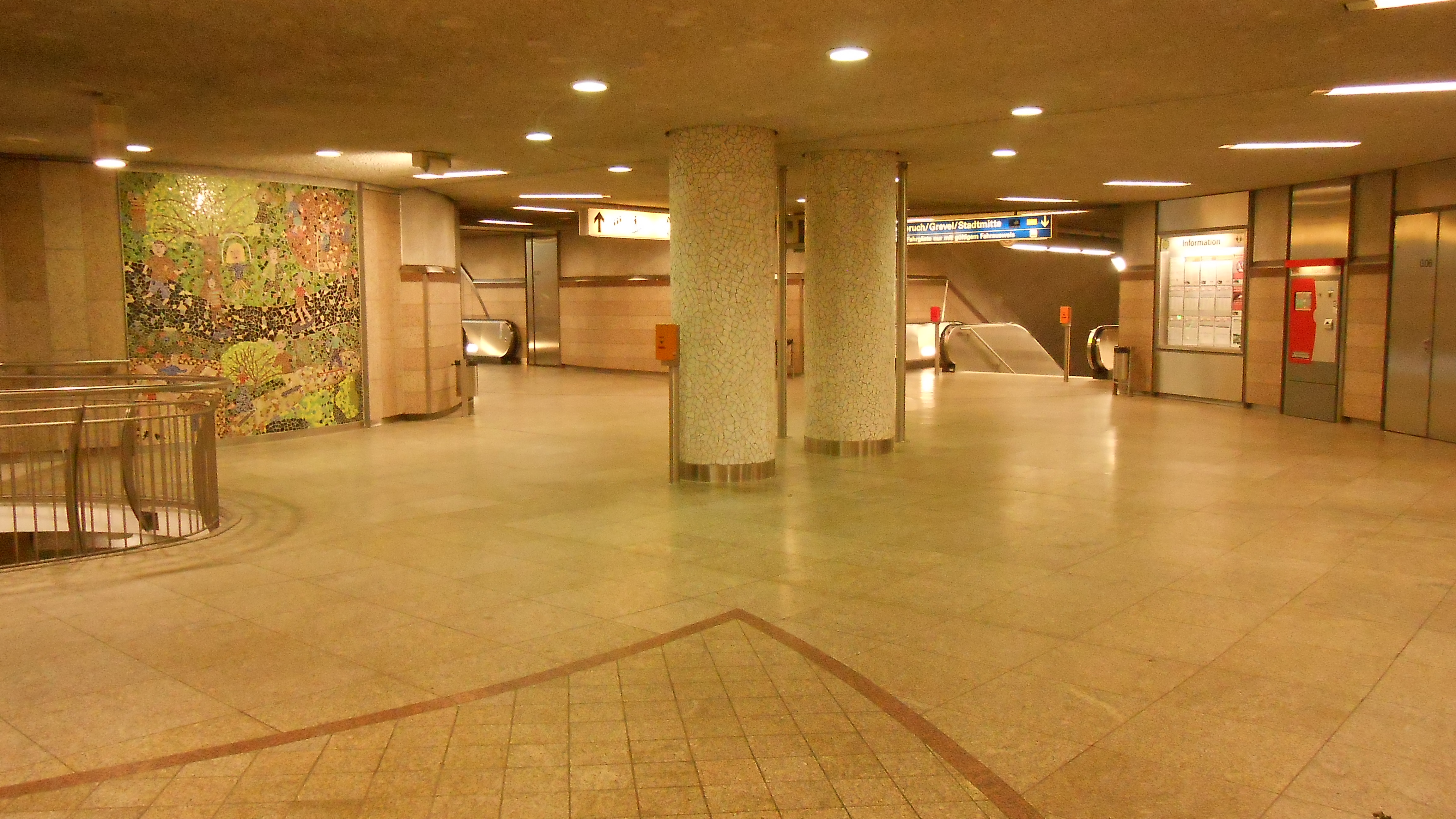
U-Bahnhof Kreuzstraße

## Bekannte Anwohner
- Matthias Nadolny
- Marco Bülow
- Guntram Schneider (†)
- Swen O. Heiland
- Klauspeter Sachau (†)